# Laurent Demol
Laurent Demol (23 oktober 1971) is een Belgisch voetbalcoach en voormalig voetballer.

## Carrière
Demol was tot 2008 assistent-trainer bij RCS Pâturages. Daarna werd hij assistent-trainer bij AFC Tubize, de club waar hij van 2002 tot 2004 als speler actief was geweest. In november 2011 werd hij er hoofdtrainer na het ontslag van Dany Ost. Drie maanden later gaf hij de fakkel door aan Dante Brogno.
In de zomer van 2012 werd hij beloftentrainer bij RAEC Mons, een andere ex-club van hem. Na twee seizoenen werd hij er assistent-trainer. Na het faillissement van de club stapte hij over naar Mouscron-Péruwelz, waar hij de assistent werd van Čedomir Janevski. Na het ontslag van Frank Defays in augustus 2018 was hij even interim-trainer, daarna werd hij beloftentrainer bij Les Hurlus.
In november 2019 keerde Demol terug naar Tubeke, waar hij de ontslagen hoofdtrainer Sylvain De Weerdt opvolgde. Onder Demols leiding eindigde Tubeke voorlaatste in Eerste klasse amateurs. Na de degradatie stapte hij over naar RWDM, dat net naar Eerste klasse B was gepromoveerd. Na twaalf speeldagen, waarin RWDM vijf keer won en zeven keer verloor, werd de samenwerking beëindigd. RWDM had zich onder Demol nooit in acuut degradatiegevaar bevonden en stond op het moment van zijn vertrek zesde, vijf punten boven de degradatieplaats en op slechts drie plaatsen van de middenmoot.
In maart 2021 ging Demol aan de slag als trainer van Renaissance Mons 44, de geestelijke opvolger van zijn ex-club RAEC Mons. Onder zijn leiding eindigde de club, die in 2021 weer de naam RAEC Mons had aangenomen, in het seizoen 2021/22 negende in zijn reeks in de Derde afdeling. In september 2022 kwam er een einde aan de samenwerking tussen Demol en Mons.
Na zijn vertrek bij Mons zat Demol opnieuw enkele maanden zonder club. In december 2022 vond hij met Union Saint-Ghislain Tertre-Hautrage, dat op dat moment tegen de degradatie vocht in de Derde afdeling, een nieuwe uitdaging. In deze reeks nam hij het op tegen zijn ex-club Mons, die het seizoen uiteindelijk als kampioen afsloot. Uiteindelijk slaagde Demol er net niet in om de club te redden van degradatie naar Eerste provinciale: door het 1-1-gelijkspel tegen RFC Rapid Symphorinois op de slotspeeldag slaagde Terte-Hautrage er niet niet in om over RAS Jodoigne en RES Couvin-Mariembourg naar een veilige twaalfde plaats te springen. De Henegouwse club moest zo na vier seizoenen afscheid nemen van de Derde afdeling. Ook Demol nam na afloop van de competitie afscheid: de 51-jarige trainer had kort daarvoor al laten weten dat hij na afloop van het seizoen 2022/23 een punt zette achter zijn trainerscarrière.